# Bleasdalea papuana
Bleasdalea papuana là một loài thực vật thuộc họ Proteaceae. Loài này có ở Indonesia và Papua New Guinea. Chúng hiện đang bị đe dọa vì mất môi trường sống.